# Ariodante Dalla
Ariodante Dalla, noto anche con lo pseudonimo di Dario Dalla (Bologna, 1º ottobre 1919 – Torino, 14 ottobre 1966), è stato un cantante italiano.

## Biografia
Iniziò a lavorare a soli 15 anni alla RIV, abbandonando gli studi.
Dopo una discreta carriera sportiva, allo scoppio della Seconda guerra mondiale si arruolò in Marina, dove rimase per tutta la durata del conflitto.
Tornato a Torino, dove si era trasferita la sua famiglia, riprese la propria attività di disegnatore e cominciò a cantare nelle balere della zona, fino a quando, incoraggiato da Walter Colì, prese parte ad una selezione di Radio Bologna ed entrò alla Rai partecipando al concorso di voci nuove indetto dall'ente radiofonico nel 1947.
Nel 1948 cominciò a cantare alla radio con l'orchestra di Beppe Mojetta, con il quale incise per la Cetra molte delle sue canzoni, proseguendo poi anche in quelle di Pippo Barzizza, Carlo Savina e Nello Segurini.
Nel 1949 apparve nel film I pompieri di Viggiù diretto da Mario Mattoli, dove cantò la canzone Qui sotto il cielo di Capri di Enzo Bonagura e Armando Fragna.
Chiamato il Lord Brummell della canzone per la sua eleganza, nel 1953, al ritorno da una delle sue tante tournée all'estero, tornò a cantare alla radio con il nome di Dario Dalla.
Nonostante una carriera discontinua conobbe una buona notorietà, dovuta soprattutto alla capacità di aggiornare continuamente il suo stile.
Negli ultimi anni della sua vita aprì un negozio di confezioni con la moglie Anna Schisa in via Po a Torino; morì a causa di un infarto a 47 anni, lasciando il figlio di 9 anni, Antonello.
Tra i suoi successi: Perché lasciasti Napoli, Dormiveglia, Ti vorrei baciar, Sei venuta per me, Adieu, Ritorneremo a Capri e Telefonate alla questura.
Era lo zio del noto cantautore Lucio Dalla.

## Discografia parziale

### Singoli
- 1948: Roma forestiera/Forestiera a Roma (Cetra, DC 4721)
- 1948: Donne di Spagna/Canta o mia canzon (Cetra, DC 4739)
- 1948: Teresinella/Dov'è? (Cetra, DC 4804)
- 1948: Amore sotto la luna/Baciami chérie (Cetra, DC 4818)
- 1948: A Rio de Janeiro/Adieu (Cetra, DC 4850)
- 1954: Rosa/Lucianella (Cetra, AC 3004)
- 1959: Amore lontano/Sei come un'onda (Italartist, 1302V; lato A cantato da Vittoria Mongardi)